# إقبال فضل قادر
إقبال فضل قادر (توفي 19 أكتوبر 2020)، كان أحد أمراء بحار البحرية الباكستانية ودبلوماسي ومحلل عسكري. إشتهر بمشاركته في الحرب الباكستانية الهندية 1965 مع الهند عندما كان جزءًا من الأسطول الذي هاجم محطة الرادار في دواركا بالهند.
وشغل منصب سفير باكستان لدى إيران من 1983 إلى 1985.

## روابط خارجية
- هناك حاجة إلى إرادة سياسية قوية لنجاح الممر الاقتصادي
- عقيدة البحرية الهندية